# 西方寺 (川口市)
西方寺（さいほうじ）は、埼玉県川口市にある浄土宗の寺院。

## 歴史
応永年間（1394年 - 1428年）、聖冏によって開山された。聖冏は武蔵国豊島郡小石川村（現・東京都文京区小石川）の伝通院を創建した浄土宗の高僧である。川口市内では上青木の専称寺や西川口の西福寺を創建している。後に万蓮社順誉によって中興された。
本尊の阿弥陀如来は、正徳年間（1711年 - 1716年）に祐天が開眼したものと伝えられる。
現在の本堂は1964年（昭和39年）に鉄筋コンクリート造として建てられたものである。

## 交通アクセス
- 西川口駅より徒歩23分。